# باشگاه فوتبال پاری سن-ژرمن در فصل ۱۹–۲۰۱۸
باشگاه فوتبال پاری سن-ژرمن (Paris Saint-Germain F.C )در فصل ۱۹–۲۰۱۸ ، چهل و ششمین سال فعالیت خود را پشت سر می گذارد و ۴۵ اُمین سال متوالی حضور این تیم در بالاترین سطح فوتبال فرانسه است.  

## بازیکنان
تیم‌های فرانسوی تنها مجاز به استفاده از چهار بازیکن بدون تابعیت اتحادیه اروپا هستند. از این رو، لیست بازیکنان فقط ملیت اصلی هر بازیکن را شامل می‌شود. چندین بازیکن غیراروپایی در این تیم دارای تابعیت مضاعف از یک کشور اتحادیه اروپا هستند. همچنین، بازیکنان کشورهای ACP -کشورهای آفریقا، کارائیب و اقیانوسیه که امضاکنندگان توافق‌نامه کوتونو هستند- به موجب حکم کولپک جزء سهمیه‌های خارج از اتحادیه اروپا محاسبه نمی‌شوند.

### اطلاعات تیم
بروزرسانی تا ۲۹ ژانویه ۲۰۱۹
| شماره |          | پست       | بازیکن                   |
| ----- | -------- | --------- | ------------------------ |
| ۱     | ایتالیا  | دروازه‌بان | جانلوئیجی بوفون          |
| ۲     | برزیل    | مدافع     | تیاگو سیلوا (کاپیتان)    |
| ۳     | فرانسه   | مدافع     | پرسنل کیمپمبه            |
| ۴     | آلمان    | مدافع     | تیلو کرر                 |
| ۵     | برزیل    | مدافع     | مارکینیوس (کاپیتان- دوم) |
| ۶     | ایتالیا  | هافبک     | مارکو وراتی              |
| ۷     | فرانسه   | مهاجم     | کیلیان ام‌باپه            |
| ۸     | آرژانتین | هافبک     | لئاندرو پاردس            |
| ۹     | اروگوئه  | مهاجم     | ادینسون کاوانی           |
| ۱۰    | برزیل    | مهاجم     | نیمار                    |
| ۱۱    | آرژانتین | هافبک     | آنخل دی ماریا            |
| ۱۲    | بلژیک    | مدافع     | توما مونیه               |

| شماره |         | پست       | بازیکن                  |
| ----- | ------- | --------- | ----------------------- |
| ۱۳    | برزیل   | مدافع     | دنی آلوز                |
| ۱۴    | اسپانیا | مدافع     | خوان برنات              |
| ۱۶    | فرانسه  | دروازه‌بان | آلفونس آرئولا           |
| ۱۷    | کامرون  | مهاجم     | اریک ماکسیم چوپو-موتینگ |
| ۲۰    | فرانسه  | مدافع     | لوین کروزوا             |
| ۲۳    | آلمان   | هافبک     | یولیان دراکسلر          |
| ۲۴    | فرانسه  | هافبک     | کریستوفر ان‌کونکو        |
| ۲۵    | فرانسه  | هافبک     | آدرین رابیو             |
| ۲۷    | فرانسه  | مهاجم     | موسی دیابی              |
| ۳۱    | فرانسه  | مدافع     | کولین داگبا             |
| ۳۴    | فرانسه  | مدافع     | استنلی انزوکی           |
| ۵۰    | فرانسه  | دروازه‌بان | سباستین سیبوآ           |

## نقل و انتقالات

### ورودی
| شماره پیراهن | پست | بازیکن           | انتقال به          | هزینه              | روز              | منبع   |
| ------------ | --- | ---------------- | ------------------ | ------------------ | ---------------- | ------ |
| ۸            | MF  | تیاگو موتا       | بازنشسته           |                    | ۱ ژوئیه ۲۰۱۸     | [ ۲ ]  |
| ۲۱           | MF  | حاتم بن عرفا     | پایان قرارداد      | رایگان             | ۱ ژوئیه ۲۰۱۸     | [ ۳ ]  |
| ۲۷           | MF  | خاویر پاستوره    | آ اس رم            | ۲۴/۷۰۰ میلیون یورو | ۱ ژوئیه ۲۰۱۸     | [ ۴ ]  |
| –            | FW  | اودسون ادوارد    | سلتیک              | ۱۰/۳۰۰ میلیون یورو | ۱ ژوئیه ۲۰۱۸     | [ ۵ ]  |
| ۱۷           | DF  | یوری برچیچه      | اتلتیک بیلبائو     | ۲۴ میلیون یورو     | ۲ ژوئیه ۲۰۱۸     | [ ۶ ]  |
| –            | FW  | جاناتان ایکونه   | لیل                | ۵ میلیون یورو      | ۲ ژوئیه ۲۰۱۸     | [ ۷ ]  |
| ۴            | MF  | گژگوش کریخوویاک  | لوکوموتیو مسکو     | قرضی               | ۲۴ ژوئیه ۲۰۱۸    | [ ۸ ]  |
| –            | GK  | رمی دسکامپ       | کلرمون             | قرضی               | ۲۱ اوت ۲۰۱۸      | [ ۹ ]  |
| ۱۵           | FW  | گونسالو گوئدس    | والنسیا            | ۴۰ میلیون یورو     | ۲۷ اوت ۲۰۱۸      | [ ۱۰ ] |
| ۳۰           | GK  | کوین تراپ        | اینتراخت فرانکفورت | قرضی               | ۳۱ اوت ۲۰۱۸      | [ ۱۱ ] |
| 18           | MF  | جووانی لو سلسو   | Real Betis         | Loan               | ۳۱ August ۲۰۱۸   | [ ۱۲ ] |
| 38           | FW  | ژان-کریستوف بئبک | Utrecht            | N/A                | ۳۱ August ۲۰۱۸   | [ ۱۳ ] |
| 21           | FW  | تیموتی وه‌آ       | Celtic             | Loan               | ۷ January ۲۰۱۹   | [ ۱۴ ] |
| 22           | FW  | خسه رودریگز      | Real Betis         | Loan               | ۲۹ January ۲۰۱۹  | [ ۱۵ ] |
| 29           | MF  | یاسین عدلی       | Bordeaux           | €5,500,000         | ۱ February ۲۰۱۹  | [ ۱۶ ] |
| 33           | MF  | آنتوان برنه      | Red Bull Salzburg  | Undisclosed        | ۶ February ۲۰۱۹  | [ ۱۷ ] |
| 37           | DF  | Kévin Rimane     | NK Istra 1961      | Loan               | ۸ February ۲۰۱۹  | [ ۱۸ ] |
| 19           | MF  | لاسانا دیارا     | Retired            | N/A                | ۲۱ February ۲۰۱۹ | [ ۱۹ ] |

## بازی ها

### سوپر کاپ
| فینال | پاری سن ژرمن                                  | ۴ – ۰ | موناکو               | شنژن، چین         |
|       | دی ماریا ۳۳'، ۲+۹۰' · ان‌کونکو ۴۰' · وه‌آ ۶۸' · | گزارش | جمرسون '۵ راگی '۲+۹۰ | تماشاگران: ۴۱،۲۳۷ |

### لیگ یک

#### جایگاه در جدول
| رده | باشگاه         | بازی | برد | مساوی | باخت | زده | خورده | تفاضل | امتیاز |
| --- | -------------- | ---- | --- | ----- | ---- | --- | ----- | ----- | ------ |
| ۱   | پاریس سنت ژرمن | ۳۸   | ۲۹  | ۴     | ۵    | ۱۰۵ | ۳۵    | ۷۰    | ۹۱     |
| ۲   | لیل            | ۳۸   | ۲۲  | ۹     | ۷    | ۶۸  | ۳۳    | ۳۵    | ۷۵     |
| ۳   | المپیک لیون    | ۳۸   | ۲۱  | ۹     | ۸    | ۷۰  | ۴۷    | ۲۳    | ۷۲     |

#### جزئیات بازی ها
| ۱ | پاری سن ژرمن                                | ۳ – ۰ | کان | پاریس             |
|   | نیمار ۱۰' · آدرین رابیو ۳۵' · وه‌آ ۸۹' '۸۹ · | گزارش |     | تماشاگران: ۴۷،۲۸۹ |

| ۲ | گینگ گمپ   | ۱ – ۳ | پاری سن ژرمن                                              | گنگام             |
|   | روکس ۲۰' · | گزارش | آدرین رابیو '۱۹ · نیمار ۵۳' (پنالتی) · ام باپه ۸۲'، ۹۰' · | تماشاگران: ۱۹.۰۰۳ |

| ۳ | پاری سن ژرمن                                                   | ۳ – ۱ | آنژه                  | پاریس             |
|   | کاوانی ۱۲' · کهرر '۲۱ · ام باپه ۵۲' · انزوکی '۶۳ · نیمار ۶۶' · | گزارش | منگانی ۲۱' (پنالتی) · | تماشاگران: ۴۷.۱۰۵ |

| ۴ | نیم المپیک                                            | ۲ – ۴ | پاری سن ژرمن                                                                     | نیمس              |
|   | دیالو '۳ · بوبیچون ۶۳' · ساوانیر ۷۱' (پنالتی) '۳+۹۰ · | گزارش | نیمار ۳۶' '۵۱ · دی ماریا ۴۰' · ام باپه '۱۸ ۷۷' ۳+۹۰ · مونیر '۵۸ · کاوانی ۲+۹۰' · | تماشاگران: ۱۵،۳۱۱ |

| ۵ | پاری سن ژرمن                                                                          | ۴ – ۰ | سنت اتین | پاریس             |
|   | دراکلسر ۲۳' · آدرین رابیو '۳۸ · کاوانی ۵۱' (پنالتی) · دی ماریا ۷۶' · موسی دیابی ۸۴' · | گزارش | خزری '۶۳ | تماشاگران: ۴۶،۵۴۹ |

| ۶ | رن                                                          | ۱ – ۳ | پاری سن ژرمن                                                                             | رن                |
|   | آدرین رابیو ۱۱' (گل به خودی) · سبعینی '۱۹ · ترائوره '۱+۹۰ · | گزارش | دراکسلر '۱۹ · دی ماریا ۴۵' · مونیر ۶۱' · برنات '۶۳ · آدرین رابیو '۷۶ · چوپو-موتینگ ۸۳' · | تماشاگران: ۲۹،۲۰۵ |

| ۷ | پاری سن ژرمن                                      | ۴ – ۱ | ریمز                     | پاریس             |
|   | کاوانی ۵'، ۴۴' · نیمار ۲۴' (پنالتی) · مونیر ۵۵' · | گزارش | شوالرین ۲' · رومئو '۴۰ · | تماشاگران: ۴۷،۲۳۷ |

| ۸ | نیس                             | ۰ – ۳ | پاری سن ژرمن                                               | نیس               |
|   | سایپرین '۱+۴۵ '۵۹ · دانته '۵۵ · | گزارش | نیمار ۲۲'، ۲+۹۰' · ان‌کونکو ۴۶' · ام باپه '۶۷ · برنات '۸۷ · | تماشاگران: ۳۳،۱۳۸ |

| ۹ | پاری سن ژرمن                                                                   | ۵ – ۰ | المپیک لیون                           | پاریس             |
|   | نیمار ۹' (پنالتی) '۳۸ · کیمپمبه '۳۲ · وراتی '۴۴ · ام باپه ۶۱'، ۶۶'، ۶۹'، ۷۴' · | گزارش | توزار '۲۶ '۴۵ · عوار '۵۹ · مورل '۶۴ · | تماشاگران: ۴۷،۴۴۳ |

| ۱۰ | پاری سن ژرمن                                                                   | ۵ – ۰ | آمیان | پاریس             |
|    | مارکینیوش ۱۲' · آدرین رابیو ۴۲' · دراکسلر ۸۰' · ام باپه ۸۲' · موسی دیابی ۸۷' · | گزارش |       | تماشاگران: ۴۷،۴۹۷ |

| ۱۱ | مارسی                                              | ۰ – ۲ | پاری سن ژرمن                                            | مارسی             |
|    | اوکامپوس '۸۱ استروتمن '۸۴ اموی '۱+۹۰ گوستاوو '۲+۹۰ | گزارش | کهرر '۴۳ · دی ماریا '۵۲ · ام باپه ۶۵' · دراکسلر ۵+۹۰' · | تماشاگران: ۶۴،۶۹۶ |

| ۱۲ | پاری سن ژرمن                                      | ۲ – ۱ | لیل                                                       | پاریس             |
|    | برنات '۱۹ · وراتی '۵۴ · ام باپه ۷۰' · نیمار ۸۴' · | گزارش | بالو توره '۱ · مندز '۴۶ · چلیک '۵۶ · پپه ۳+۹۰' (پنالتی) · | تماشاگران: ۴۷،۵۴۹ |

| ۱۳ | موناکو | ۰ – ۴ | پاری سن ژرمن                               | موناکو            |
|    |        | گزارش | کاوانی ۵'، ۱۲'، ۵۳' · نیمار ۶۴' (پنالتی) · | تماشاگران: ۱۲،۵۳۳ |

| ۱۴ | پاری سن ژرمن | ۱ – ۰ | تولوز | پاریس             |
|    | کاوانی ۹' ·  | گزارش |       | تماشاگران: ۴۷،۲۴۴ |

| ۱۵ | بوردو                                     | ۲ – ۲ | پاری سن ژرمن                                     | بوردو             |
|    | بریاند ۵۳' · پالنسیا '۶۳ · کورنلیوس ۸۴' · | گزارش | کهرر '۳۲ · نیمار ۳۴' · ام باپه ۶۶' · وراتی '۷۷ · | تماشاگران: ۴۰،۸۴۱ |

| ۱۶ | استراسبورگ                                      | ۱ – ۱ | پاری سن ژرمن                                               | استراسبورگ        |
|    | لالا ۴۰' (پنالتی) · مارتینز '۶۱ · توماسون '۷۵ · | گزارش | دراکسلر '۳۰ · کاوانی ۷۱' (پنالتی) · آلوز '۷۵ · وراتی '۸۸ · | تماشاگران: ۲۵،۷۰۲ |

| ۱۷ | پاری سن ژرمن                                                                                               | ۵ – ۱ | مون پلیه                 | پاریس             |
|    | کروزوا ۱۳' · دی ماریا ۱+۴۵' · آلوز '۶۴ · وراتی '۶۷ · ان‌کونکو ۷۳' · هیلتون ۷۸' (گل به خودی) · ام باپه ۷۹' · | گزارش | مولت ۳۱' · اویونگو '۵۹ · | تماشاگران: ۴۷،۱۹۸ |

| ۱۸ | دیژون               | ۰ – ۴ | پاری سن ژرمن                                                        | دیژون             |
|    | لاوتوآ '۴۹ کیتا '۶۹ | گزارش | مارکینیوش ۷' '۳۷ · ام باپه ۴۰' · دی ماریا ۵۰' · چوپو-موتینگ ۲+۹۰' · | تماشاگران: ۱۵،۱۱۷ |

| ۱۹ | پاری سن ژرمن                                      | ۱ – ۰ | نانت | پاریس             |
|    | ام باپه ۶۸' · تیاگو سیلوا '۸۸ · مارکینیوش '۴+۹۰ · | گزارش |      | تماشاگران: ۴۷،۵۱۱ |

| ۲۰ | آمیان                          | ۰ – ۳ | پاری سن ژرمن                                        | آمیان             |
|    | خالد آدرن '۳۹ '۶۶ · بنین '۵۶ · | گزارش | کاوانی ۵۷' (پنالتی) · ام باپه ۷۰' · مارکینیوش ۷۹' · | تماشاگران: ۱۱،۹۳۲ |

| ۲۱ | پاری سن ژرمن                                                                             | ۹ – ۰ | گینگ گمپ | پاریس             |
|    | نیمار ۱۲'، ۶۸' · ام باپه ۳۸'، ۴۵'، ۸۰' · کاوانی ۶۰'، ۶۶'، ۷۵' · مونیر ۸۳' · کروزوا '۸۸ · | گزارش |          | تماشاگران: ۴۷،۲۶۸ |

| ۲۲ | پاری سن ژرمن                                                    | ۴ – ۱ | رن                            | پاریس             |
|    | کاوانی ۷'، ۷۱' · دی ماریا ۶۰' · ام باپه ۶۸' · تیاگو سیلوا '۸۰ · | گزارش | نیانگ ۲۸' '۳۵ · ترائوره '۶۲ · | تماشاگران: ۴۳،۳۰۷ |

| ۲۳ | المپیک لیون                           | ۲ – ۱ | پاری سن ژرمن                              | لیون              |
|    | دمبله ۳۳' · فکیر ۴۹' (پنالتی) '۱+۹۰ · | گزارش | دی ماریا ۷' · کیمپمبه '۲۷ · دراکسلر '۸۹ · | تماشاگران: ۵۷،۶۲۴ |

| ۲۴ | پاری سن ژرمن                                                          | ۱ – ۰ | بوردو                              | پاریس             |
|    | انزوکی '۱۰ · تیاگو سیلوا '۳۲ · کاوانی ۴۲' (پنالتی) · موسی دیابی '۶۲ · | گزارش | سانخاره '۲ کامانو '۱۸ د پروویل '۵۲ | تماشاگران: ۴۷،۲۷۴ |

| ۲۵ | سنت اتین | ۰ – ۱ | پاری سن ژرمن                                                           | سنت اتین          |
|    | خزری '۴۱ | گزارش | برنات '۵۰ · آلوز '۵۹ · ام باپه ۷۳' '۵+۹۰ · آرئولا '۹۰ · کروزوا '۴+۹۰ · | تماشاگران: ۳۹،۶۵۲ |

| ۲۶ | پاری سن ژرمن                                                   | ۳ – ۰ | نیم المپیک | پاریس             |
|    | پاردس '۱۶ · ان‌کونکو ۴۰' · ام باپه '۱+۴۵ ۶۹'، ۹۰' · برنات '۷۲ · | گزارش |            | تماشاگران: ۴۷،۳۷۷ |

| ۲۷ | کان                         | ۱ – ۲ | پاری سن ژرمن                      | کان               |
|    | کریولی '۱ · نینگا ۵۶' '۵۶ · | گزارش | ام باپه ۵۹' (پنالتی) · آلوز '۶۷ · | تماشاگران: ۲۰،۰۷۶ |

| ۲۸ | نانت                                                               | ۳ – ۲ | پاری سن ژرمن                                                   | نانت              |
|    | کارلوس ۲۲' · وارث ۴۴' · دنی آلوز ۵۲' (گل به خودی) · ماکسیم '۳+۹۰ · | گزارش | آلوز ۱۹' · کیمپمبه '۵۵ · دراکسلر '۷۳ · داگبا '۷۹ · گوچلی ۸۹' · | تماشاگران: ۳۴،۴۷۱ |

| ۲۹ | پاری سن ژرمن                                                                         | ۳ – ۱ | مارسی                                                             | پاریس             |
|    | تیاگو سیلوا '۱۷ · کروزوا '۲۶ · ام باپه ۲+۴۵' · دی ماریا '۳۹ ۵۵'، ۶۶' · کیمپمبه '۵۸ · | گزارش | کامارا '۲۹ · ژرمن ۴۶' · اوکامپوس '۵۸ · مانداندا '۶۲ · ساکای '۸۹ · | تماشاگران: ۴۷،۶۴۷ |

| ۳۰ | تولوز                 | ۰ – ۱ | پاری سن ژرمن             | تولوز             |
|    | ابراهیم '۸ سیدیبه '۲۵ | گزارش | کهرر '۳۶ · ام باپه ۷۴' · | تماشاگران: ۲۷،۱۴۷ |

| ۳۱ | پاری سن ژرمن                 | ۲ – ۲ | استراسبورگ                                     | پاریس             |
|    | چوپو-موتینگ ۱۳' · کهرر ۸۲' · | گزارش | کاستا ۲۶' · گونسالس ۳۸' · لالا '۵۷ · سلز '۸۸ · | تماشاگران: ۴۷،۴۱۹ |

| ۳۲ | لیل                                                                          | ۵ – ۱ | پاری سن ژرمن                                             | لیل               |
|    | مونیر ۷' (گل به خودی) · تیاگو '۲+۴۵ · جاناتان ۶۵' · گابریل ۷۱' · فونته ۸۴' · | گزارش | برنات ۱۱' ۳۶ · ام باپه '۵+۴۵ · دراکسلر '۷۷ · وراتی '۸۱ · | تماشاگران: ۴۹،۷۱۲ |

| ۳۳ | پاری سن ژرمن            | ۳ – ۱ | موناکو                   | پاریس             |
|    | ام باپه ۱۵'، ۳۸'، ۵۶' · | گزارش | گلیک '۳۰ · گولووین ۸۰' · | تماشاگران: ۴۳،۵۸۱ |

| ۳۴ | مون پلیه                                                                                    | ۳ – ۲ | پاری سن ژرمن                                                                                 | مون پلیه          |
|    | کیمپمبه ۲۲' (گل به خودی) · سوارز '۱+۴۵ · شهیری '۵۶ · لو تالک '۷۱ · دیلور ۸۰' · کامارا ۸۵' · | گزارش | اویونگو ۱۲' (گل به خودی) · کیمپمبه '۲۹ · برنات '۴۰ · دی ماریا ۶۰' · داگبا '۷۶ · کروزوا '۹۰ · | تماشاگران: ۲۰،۴۷۷ |

| ۳۵ | پاری سن ژرمن                                         | ۱ – ۱ | نیس                                             | پاریس             |
|    | وراتی '۵۴ · نیمار ۶۰' (پنالتی) · کاوانی ۳+۹۰ '۷+۹۰ · | گزارش | گاناگو ۴۶' · عطال '۶۹ · دانته '۹۰ · هرل '۷+۹۰ · | تماشاگران: ۴۷،۲۸۳ |

| ۳۶ | آنژه      | ۱ – ۲ | پاری سن ژرمن                               | آنژه              |
|    | تیت ۸۷' · | گزارش | نیمار ۲۰' · دی ماریا ۵۸' · مارکینیوش '۸۵ · | تماشاگران: ۱۴،۷۲۸ |

| ۳۷ | پاری سن ژرمن                                             | ۴ – ۰ | دیژون         | پاریس             |
|    | دی ماریا ۳' · کاوانی ۴' · مونیر '۳۱ · ام باپه ۳۶'، ۵۶' · | گزارش | آمالفیانو '۷۱ | تماشاگران: ۴۷،۵۳۲ |

| ۳۸ | ریمز                                                             | ۳ – ۱ | پاری سن ژرمن                | ریمز              |
|    | دینگوم '۱۵ · رحمان ۱۵' · کافارو ۵۶' · مندی '۸۰ · چاواریا ۵+۹۰' · | گزارش | دراکسلر '۴۴ · ام باپه ۵۹' · | تماشاگران: ۲۰،۲۹۹ |

### کوپه دو لیگ
| یک هشتم | اورلئان                  | ۱ – ۲ | پاری سن ژرمن                         | اورلئان          |
|         | لو تالک '۳۰ · ژوزف ۶۹' · | گزارش | کاوانی ۴۱' · دیابی ۸۱' · برنات '۸۲ · | تماشاگران: ۷،۸۱۲ |

| یک چهارم | پاری سن ژرمن                                 | ۱ – ۲ | گینگ گمپ                                       | پاریس             |
|          | نیمار ۶۰' '۵+۹۰ · وراتی '۵+۹۰ · کاوانی '۵+۹۰ | گزارش | نگباکوتو ۸۳' (پنالتی) · تورام ۲+۹۰' (پنالتی) · | تماشاگران: ۴۷،۵۷۶ |

### کوپه دو فرانس
| دور 32 | پونتیوی | ۰ – ۴ | پاری سن ژرمن | پونتیوی           |
|        | پرو '۳۱ | گزارش | ژول ۲۴' (گل به خودی) · کروزوا '۳۲ · نیمار '۵۲ ۷۰' · انزوکی '۷۵ · ام باپه ۷۷' (پنالتی) · برنات '۸۳ · دراکسلر ۸۷' · | تماشاگران: ۱۴،۲۰۱ |

| دور یک شانزدهم | پاری سن ژرمن                              | ۲ – ۰ | استراسبورگ  | پاریس             |
|                | کاوانی ۴' '۴۰ · دی ماریا ۸۰' · کهرر '۸۶ · | گزارش | اسماعیل '۲۸ | تماشاگران: ۳۸،۴۰۳ |

| یک هشتم | ویلفرانش | ۰ – ۳ | پاری سن ژرمن                                       | دسین شارپیو       |
|         |          | گزارش | دراکسلر '۷۶ ۱۰۲' · موسی دیابی ۱۱۶' · کاوانی ۱۱۹' · | تماشاگران: ۲۲،۸۵۸ |

| یک چهارم | پاری سن ژرمن                               | ۳ – ۰ | دیژون        | پاریس             |
|          | دی ماریا ۸'، ۲۸' · وراتی '۴۳ · مونیر ۷۶' · | گزارش | کولیبالی '۷۴ | تماشاگران: ۴۳،۰۰۰ |

| نیمه نهایی | پاری سن ژرمن                                                        | ۳ – ۰ | نانت                                                   | پاریس             |
|            | وراتی ۲۹' '۶۹ · ام باپه ۸۵' (پنالتی) · برنات '۸۷ · دنی آلوز ۲+۹۰' · | گزارش | کولیبالی '۵۴ '۷۲ · وارث '۶۴ · فابیو '۶۵ · کارلوس '۸۴ · | تماشاگران: ۴۵،۰۰۰ |

| فینال                                                | رن | ۲ – ۲ (و.ا.) (۶ – ۵ پنالتی)                                 | پاری سن ژرمن                                                                     | سنت دنیس          |
|                                                      | گرنیر '۲۴ · کیمپمبه ۴۰' (گل به خودی) · مکسر ۶۶' '۶۸ · بوریژو '۷۱ · آندره '۹۷ · نیانگ '۱۰۷ · سبعینی '۱۱۲ · جیمز '۱۱۸ · | گزارش                                                       | آلوز ۱۴' · نیمار ۲۱' '۴۴ · وراتی '۲۹ · دی ماریا '۵۵ · پاردس '۹۵ · ام باپه '۱۱۸ · | تماشاگران: ۷۵،۰۰۰ |
|                                                      | ضربات پنالتی |                                                             |                                                                                  |                   |
| نیانگ · حاتم · گرنیر · جیمز · سبعینی · اسماعیل سار · | | کاوانی · دنی آلوز · لئاندرو پاردس · برنات · نیمار · ان‌کونکو |                                                                                  |                   |

## چمپیونز لیگ

### لیگ قهرمانان اروپا

#### مرحله گروهی
| ۱ | لیورپول                                                 | ۳ – ۲ | پاری سن ژرمن                    | لیورپول، انگلستان                                   |
|   | فن دایک '۲۷ · استاریچ ۳۰' · میلنر ۳۶' · فیرمینو ۱+۹۰' · | گزارش | مونیر ۴۰' '۱+۴۵ · ام باپه ۸۳' · | ورزشگاه: آنفیلد تماشاگران: ۵۲،۴۷۸ داور: جونیت چاکیر |

| ۲ | پاری سن ژرمن                                                    | ۶ – ۱ | ستاره سرخ                                | پاریس، فرانسه                                                  |
|   | نیمار ۲۰'، ۲۲'، ۸۱' · کاوانی ۳۷' · دی ماریا ۴۲' · ام باپه ۷۰' · | گزارش | استوکوویچ '۶۸ · مارین ۷۴' · پاوکوف '۷۵ · | ورزشگاه: پارک ده پرنس تماشاگران: ۳۹،۹۷۹ داور: آرتور سوارز دیاز |

| ۳ | پاری سن ژرمن                                                                 | ۲ – ۲ | ناپولی                                                                                     | پاریس، فرانسه                                             |
|   | مارکینیوس '۵ · ماریو روی ۶۱' (گل به خودی) · دی ماریا ۳+۹۰' · دراکسلر '۵+۹۰ · | گزارش | اینسینیه ۲۹' · ماریو روی '۳۳ · مرتنز '۹ ۷۷' · کایخون '۸۱ · ماکسیمویچ '۸۶ · اوسپینا '۲+۹۰ · | ورزشگاه: پارک ده پرنس تماشاگران: ۴۶،۲۷۴ داور: فلیکس زوایر |

| ۴ | ناپولی                               | ۱ – ۱ | پاری سن ژرمن                                                   | ناپل، ایتالیا                                           |
|   | رویس '۳+۴۵ · اینسینیه ۶۳' (پنالتی) · | گزارش | ام باپه '۲۹ · کهرر '۳۲ · برنات ۲+۴۵' · وراتی '۸۹ · نیمار '۱+۹۰ | ورزشگاه: سن پائولو تماشاگران: ۵۵،۴۸۹ داور: بیورن کویپرس |

| ۵ | پاری سن ژرمن                              | ۲ – ۱ | لیورپول | پاریس، فرانسه                                                 |
|   | برنات ۱۳' · وراتی '۲۴ · نیمار ۳۷' '۴+۹۰ · | گزارش | واینالدوم '۱۷ · گومز '۳۴ · میلنر ۱+۴۵' (پنالتی) · استاریج '۸۴ · فن دایک '۱+۴۵ · رابرتسون '۲+۹۰ · کیتا '۵+۹۰ · | ورزشگاه: پارک ده پرنس تماشاگران: ۴۶،۸۰۸ داور: زیمون مارسینیاک |

| ۶ | ستاره سرخ                                                  | ۱ – ۴ | پاری سن ژرمن                                                                    | بلگراد، صربستان                                                |
|   | بورخان '۱۰ · پاوکوف '۲۸ · گوبلیچ ۵۶' '۸۷ · استوکوویچ '۷۸ · | گزارش | کاوانی ۱۰' · کهرر '۲۹ · نیمار ۴۰' · برنات '۶۲ · مارکینیوس ۷۴' · ام باپه ۲+۹۰' · | ورزشگاه: استادیوم ستاره سرخ تماشاگران: ۴۸،۳۵۷ داور: ویلی کالوم |

| رتبه | تیم              | بازی | ب | م | ش | گ‌ز | گ‌خ | ام | راه‌یابی             |
| ---- | ---------------- | ---- | - | - | - | -- | -- | -- | ------------------- |
| ۱    | پاری سن ژرمن     | ۶    | ۳ | ۲ | ۱ | ۱۷ | ۹  | ۱۱ | صعود به مرحله حذفی  |
| ۲    | لیورپول          | ۶    | ۳ | ۰ | ۳ | ۹  | ۷  | ۹  | صعود به مرحله حذفی  |
| ۳    | ناپولی           | ۶    | ۲ | ۳ | ۱ | ۷  | ۵  | ۹  | انتقال به لیگ اروپا |
| ۴    | ستاره سرخ بلگراد | ۶    | ۱ | ۱ | ۴ | ۵  | ۱۷ | ۴  |                     |

#### مرحله حذفی
| یک هشتم نهایی | منچستر یونایتد                                                     | ۰ – ۲ | پاری سن ژرمن                                                         | منچستر، انگلستان                                           |
|               | پل پوگبا '۲۶ '۸۹ · یانگ '۳۰ · لیندلوف '۵۰ · هررا '۸۷ · شاو '۲+۹۰ · | گزارش | کیمپمبه '۱۱ ۵۳' · دراکسلر '۱۹ · برنات '۳۴ · ام باپه ۶۰' · آلوز '۶۲ · | ورزشگاه: اولدترافورد تماشاگران: ۷۴،۰۵۴ داور: دنیله اورساتو |

| یک هشتم نهایی | پاری سن ژرمن                         | ۱ – ۳ (۳ – ۳ گ.ح.) | منچستر یونایتد                                       | پاریس، فرانسه                                                |
|               | برنات ۱۲' · دی ماریا '۳۴ · پاردس '۷۵ | گزارش              | لوکاکو ۲'، ۳۰' · رشفورد ۴+۹۰' (پنالتی) · شاو '۹+۹۰ · | ورزشگاه: پارک ده پرنس تماشاگران: ۴۷،۴۴۱ داور: دامیر اسکومینا |